# Нерестовка
Нерестовка — река в России, протекает в Шарканском районе Удмуртии и Большесосновском районе Пермского края. Правый приток Сивы.

## География
Река Нерестовка берёт начало в лесах к юго-востоку от деревни Пичуги. Течёт на восток мимо деревень Марасаны и Сивинское. Устье реки находится в 127 км по правому берегу реки Сива. Длина реки составляет 20 км.

## Данные водного реестра
По данным государственного водного реестра России относится к Камскому бассейновому округу, водохозяйственный участок реки — Кама от Воткинского гидроузла до Нижнекамского гидроузла, без рек Буй (от истока до Кармановского гидроузла), Иж, Ик и Белая, речной подбассейн реки — бассейны притоков Камы до впадения Белой. Речной бассейн реки — Кама.
Код объекта в государственном водном реестре — 10010101412111100015441.